# Mi secreto
Mi secreto (Mon secret) est une telenovela mexicaine produite par Televisa et diffusée entre le 12 septembre 2022 et le 24 février 2023 sur Las Estrellas.

## Synopsis
Valeria et Natalia, sont deux filles qui, à l'âge de huit ans, se sont rencontrées dans un internat en Espagne. Les deux ayant en commun l'expérience du chagrin d'amour de leurs familles les fait avoir un lien attachant, les transformant en amies inséparables jusqu'au jour où elles subissent un accident de voiture isolé. Alors que Natalia, en tant que copilote, a subi de graves blessures, Valeria en sort indemne, mais elle doit s'enfuir en croyant que Natalia est morte et qu'elle est la seule survivante.
La police est en route et sait qu'elle ne pourra pas se vanter de son innocence, de sorte qu'elle n'arrive qu'à sauver les documents de Natalia, ce qui lui permet d'assume l'identité de son amie morte et de retourner au Mexique. En arrivant sur le territoire mexicain, Valeria part à l'Hacienda Moncada, sans imaginer les inconvénients et les ennemis qui l'attendent là-bas. Cependant, une fois qu'il semble que son secret n'allait jamais mal tourner pour elle, Natalia réapparaît. Elle n'est pas décédée dans l'accident et arrivera prête à exiger l'identité qui lui a été volée.

## Distribution
- Macarena García Romero : Valeria Lascuraín Bernal
- Isidora Vives : Natalia Ugarte Moncada
- Diego Klein : Mateo Miranda Villalpardo
- Andrés Baida : Dr. Rodrigo Carvajal Rivero
- Claudia Ramírez : Dona Fedra Espinoza Ugarte
- Karyme Lozano : Daniela Bernal
- Arturo Peniche : Don Ernesto Lascuraín
- Fernando Ciangherotti : Don Alfonso Ugarte
- Alma Delfina : Dona Elena Mendoza
- Luis Felipe Tovar : Don Hilario Miranda
- Vanessa Bauche : Dona Carmen Rivero Carvajal
- Luis Fernando Peña : Don Joaquín Carvajal
- Eric del Castillo : Padre David Torres
- Chris Pazcal : Gabino Ocampo
- Ana Paula Martínez : Constanza Carvajal Rivero
- Daniela Martínez : Melisa Riberol
- Laura Vignatti : Inés Guzmán Bolaños
- Mauricio Abularach : Bermúdez
- Lalo Palacios : Luis Aguirre Mendoza
- Adrián Escalona : Eduardo Carvajal Rivero
- Rocío Reyna : Fabiola Carvajal Rivero
- Susana Jímenez : Sofía
- Ruy Rodrigo Gaytán : Julián
- Ramsés Alemán : Iker Carrera

## Production

### Développement
En février 2022, il a été annoncé que Carlos Moreno Laguillo produirait une nouvelle version de la télénovela Ha llegado una intrusa de 1974 et que son titre provisoire était La impostora.
Le 15 juin 2022, Macarena García Romero, Isidora Vives, Diego Klein et Andrés Baida ont été annoncés dans les rôles principaux, le titre étant changé en Mi secreto,.
Le tournage de la télénovela a commencé le 5 juillet 2022,.

## Diffusion
- Las Estrellas (2022)
- Univision (2022)

### Sources
- (es) Cet article est partiellement ou en totalité issu de l’article de Wikipédia en espagnol intitulé « Mi secreto » (voir la liste des auteurs).